# Astronautova žena
Astronautova žena (v anglickém originále The Astronaut's Wife) je americký sci-fi film z roku 1999. Režisérem a autorem scénáře je Rand Ravich. Hlavní role ztvárnili Johnny Depp, Charlize Theronová, Joe Morton, Clea DuVall a Donna Murphyová.

## Děj
Spencer Armacost (Johnny Depp) a Alex Streck (Nick Cassavetes) jsou astronauté NASA, kteří se právě vrátili z vesmírné mise. V jejím průběhu došlo k nehodě, při níž s nimi základna na dvě minuty ztratila spojení. Spencer se pak rozhodne NASA opustit a odejít do soukromého sektoru. Při jeho rozlučkové party Alex dostane podivný záchvat a umírá. Spencerova žena, učitelka Jillian, postupně přichází na děsivé okolnosti. Po pohřbu se jí Alexova vdova Natalie svěří s tím, že se její manžel choval po návratu podivně, načež spáchá sebevraždu. Sama Jillian mezitím zjistí, že otěhotněla a čeká dvojčata. Později se od bývalého zaměstnance NASA Shermana Reese dozví, že také Natalie před svou smrtí čekala dvojčata. A především, že během výpadku spojení dvojici astronautů napadli mimozemšťané a ovládli jejich těla. Jillian pozoruje postupné změny ve Spencerově chování, a když zjistí, že zabil její sestru, která pojala podezření, rozhodne se vzít osud do svých rukou.

## Obsazení
| Johnny Depp        | Spencer Armacost, astronaut              |
| Charlize Theronová | Jillian Armacostová, Spencerova manželka |
| Joe Morton         | Sherman Reese                            |
| Clea DuVall        | Nan                                      |
| Donna Murphyová    | Natalie Strecková, Alexova manželka      |
| Nick Cassavetes    | kapitán Alex Streck, astronaut           |
| Samantha Eggar     | Dr. Patraba                              |
| Gary Grubbs        | ředitel NASA                             |
| Tom Noonan         | Jackson McLaren, Spencerův nový šéf      |
| Tom O'Brien        | Allen Dodge                              |
| Lucy Lin           | Shelly Carter                            |
| Michael Crider     | Pat Elliott                              |
| Edward Kerr        | pilot                                    |
| Dylan Sprouse      | dvojče                                   |
| Cole Sprouse       | dvojče                                   |
| Rondi Reed         | Dr. Conlin                               |